# Trichonymphida
Trichonymphida es un orden de protistas anaerobios, la mayoría parásitos o simbiontes de animales, incluido en Parabasalia. La célula presenta simetría bilateral o tetraradiada, con la parte anterior dividida en dos hemirrostros, cada uno de los cuales presenta una o dos áreas flagelares con cientos o miles de flagelos. Durante la división celular los flagelos suelen conservarse, mientras que cada hemirrostro va a una célula hija. De las dos o cuatro placas parabasales se originan numerosas fibras parabasales que a veces forman un tubo rostral. Presentan también numerosos axostilos delgados que no sobresalen por fuera de la célula.